# 현금관리시스템
현금관리시스템(Cash management system)은 현금흐름의 예측과 실제현금흐름에 심각한 괴리가 발생하면 현금흐름을 조정하고 기타 적절한 행동을 취하는 시스템이다.

## 분권화
현금관리는 집권화 된 형태와 분권화 된 형태의 두 가지가 있다. 조직의 관리가 분권화 된 정도에 따라 현금관리가 분권화 되는 것이 일반적이다. 다른 모든 업무가 분권화되었는데 현금관리업무만이 중앙에서 수행되는 경우는 매우 드물이다.

## 추세
금융기관과 금융기법이 발달하지 않는 시대에는 재무부처의 감독하에 중앙은행이나 혹은 하나의 금융기관을 통해서 정보의 모든 지출이 이루어지고, 현재는 일부국가의 재무부가 지출을 하고 해당부처의 예산에서 지출액수만큼 차감하는 방법을 사용하고 있다. 
금융이 발달하고, 정보통신기술이 금융기법과 결합한 요즈음은 각 부처가 자신의 금융기관을 유지하고 현금의 수입과 지출을 관리하는 것이 적절하다. 즉 현금관리에 대해 자율을 부여하는 분권화된 현금관리이다. 분권화 된 현금관리추세에도 불구하고 중앙에서 통합적인 관점에서 현금관리를 효율화하려는 노력도 병행되어야 한다.

## 참고 문헌
- 이문영·윤성식 《공공재무관리》(법문사)